# Інсар (Кадошкінський район)
Інса́р (рос. Инсар, ерз. Инсар) — селище у складі Кадошкінського району Мордовії, Росія. Входить до складу Пушкінського сільського поселення.
Населення — 167 осіб (2010; 276 у 2002).
Національний склад станом на 2002 рік:
- росіяни — 76 %